# Levantamento de peso nos Jogos Pan-Americanos de 2023 - Até 59 kg feminino
A categoria até 59 kg feminino do levantamento de peso nos Jogos Pan-Americanos de 2023 foi disputada em 22 de outubro de 2023 no Ginásio Chimkowe, em Peñalolén. Um total de 17 halterofilistas de 16 Comitês Olímpicos Nacionais (CON) participaram do evento.

## Calendário
Horário local (UTC−3).
| Data          | Hora  | Fase      |
| ------------- | ----- | --------- |
| 22 de outubro | 12:00 | Arranco   |
| 22 de outubro | 13:30 | Arremesso |

## Medalhistas
| Ouro   | COL Yenny Álvarez   |
| Prata  | CAN Maude Charron   |
| Bronze | VEN Anyelin Venegas |

## Resultados
A competição foi realizada em um único dia até a definição dos medalhistas:
| Pos.              | Halterofilista     | CON                | Grupo | Arranque (kg) | Arranque (kg) | Arranque (kg) | Arranque (kg) | Arremesso (kg) | Arremesso (kg) | Arremesso (kg) | Arremesso (kg) | Total |
| Pos.              | Halterofilista     | CON                | Grupo | 1             | 2             | 3             | Result.       | 1              | 2              | 3              | Result.        | Total |
| ----------------- | ------------------ | ------------------ | ----- | ------------- | ------------- | ------------- | ------------- | -------------- | -------------- | -------------- | -------------- | ----- |
| Medalha de ouro   | Yenny Álvarez      | COL Colômbia       | A     | 97            | 100           | 102           | 102           | 126            | 126            | 134            | 126            | 228   |
| Medalha de prata  | Maude Charron      | CAN Canadá         | A     | 95            | 99            | 101           | 101           | 115            | 120            | 125            | 125            | 226   |
| Medalha de bronze | Anyelin Venegas    | VEN Venezuela      | A     | 95            | 98            | 100           | 100           | 122            | 125            | 127            | 122            | 222   |
| 4                 | Janeth Gómez       | MEX México         | A     | 93            | 96            | 99            | 99            | 120            | 123            | 125            | 123            | 222   |
| 5                 | Concepción Úsuga   | COL Colômbia       | A     | 92            | 96            | 99            | 99            | 110            | 115            | 120            | 120            | 219   |
| 6                 | Taylor Wilkins     | USA Estados Unidos | A     | 88            | 92            | 95            | 95            | 115            | 120            | 125            | 115            | 210   |
| 7                 | Jenifer Becerra    | ECU Equador        | A     | 88            | 92            | 94            | 92            | 109            | 113            | 115            | 115            | 207   |
| 8                 | Eduarda Souza      | BRA Brasil         | A     | 90            | 90            | 90            | 90            | 110            | 115            | –              | 115            | 205   |
| 9                 | Victoria Grenni    | ESA El Salvador    | A     | 76            | 80            | 81            | 76            | 93             | 98             | 101            | 101            | 174   |
| 10                | Javiana Pavón      | NCA Nicarágua      | A     | 75            | 80            | 80            | 75            | 90             | 90             | 97             | 97             | 172   |
| 11                | Sofía Ramírez      | CRC Costa Rica     | A     | 70            | 70            | 70            | 70            | 92             | 97             | 102            | 97             | 167   |
| 12                | Violeta Fernández  | PAR Paraguai       | A     | 73            | 76            | 79            | 76            | 87             | 87             | 93             | 87             | 163   |
| 13                | Analí Saldarriaga  | PER Peru           | A     | 65            | 68            | 70            | 68            | 84             | 87             | 89             | 87             | 155   |
| 14                | Katherine González | URU Uruguai        | A     | 61            | 65            | 67            | 67            | 75             | 78             | 81             | 81             | 148   |
| 15                | Krystol Chanderban | GUY Guiana         | A     | 60            | 65            | 67            | 65            | 75             | 78             | 80             | 78             | 143   |
|                   | María Casadevall   | ARG Argentina      | A     | 87            | 87            | 87            | –             |                |                |                |                | DNF   |
|                   | Sofía Alemán       | HON Honduras       | A     | 78            | 81            | 83            | –             | 93             | 93             | 93             | –              | DSQ   |